# 朝田ひまり
朝田 ひまり（あさだひまり、2002年3月29日 - ）は、日本の元グラビアアイドル、元AV女優。ティーパワーズに所属していた。

## 略歴
宮城県出身。「SNSで可愛いグラドルさんを見ているうちに私の胸も武器になるんじゃないか」と高校時代より宮城県内を中心に被写体として活動。
2020年に上京し、グラビアアイドルとして活動を開始。
光文社『週刊FLASH』2021年2月23日号でヌードグラビアに挑戦。同年3月11日、SODクリエイト専属女優としてAVデビュー。月刊FANZA発表2021年上半期女優別ランキング6位。光文社『FLASH』発表の2021年セクシー女優ランキング第26位。
2022年6月をもってSOD専属を卒業。
2022年12月26日週FANZA通販フロアランキングにて、デビュー作収録の『SODstar15周年記念！厳選した人気スター女優18名 デビューSEX集めました!』が1位を記録。
2023年4月6日発売作品でSOD starに復帰。同作品発売イベントをもって現役引退。

## 人物
- 趣味はカフェ巡り、アフタヌーンティー[9]。
- 身長147センチはデビュー時点では歴代SODStar最小[10]。AVライターの本末ひさおは「現役JCでも通用しそうな幼顔」、AV芸人のリボルバーヘッドは「きゃしゃなのに上向きロケットGカップ、プリプリの桃尻が男心をそそる」と論評している[10]。
- AVライターの芝田カズは「デビューから2年がたち、まさにこれからという時の引退は残念でしたが、新たな門出に幸あれと心から願っています」と引退を惜しんだ[11]。

## 作品

### 2021年
- 朝田ひまり AV debut 新人グラドル18才 SODstar史上最小147cm 低身長巨乳（3月11日、SODクリエイト）[12]
- 新人グラドル18才 朝田ひまり ドキドキぜ～んぶ初体験4本番（4月8日、SODクリエイト）
- 私、おっぱいが性感帯なんです… おっぱいだけでも感じまくっちゃう美少女の敏感な乳首と乳房 朝田ひまり（5月7日、SODクリエイト）
- おっぱいを激しく揺らすガン突きピストン 朝田ひまり（6月10日、SODクリエイト）
- ウブで敏感な巨乳新人風俗嬢 Mで感じやすい彼女はお客様に責められまくり気持ち良さに抗えず本番してしまう！ 朝田ひまり（7月8日、SODクリエイト）
- 夏休み久々に遊びに来た従妹は従兄弟全員を誘惑して凄テクでヌキまくり！合計10発！！ 朝田ひまり（8月12日、SODクリエイト）
- SODVR1000作品突破記念スペシャル第2弾！！朝田ひまりと5人のお姉ちゃん夢のハーレム同棲VR おっきいオッパイに囲まれて無限SEX!永遠射精管理ステイホーム!!（9月2日、SODクリエイト）
- ガチ禁欲30日間したら、ケダモノの様にチ○ポを咥えて勝手にSEX開始！敏感おま●こがガクブル絶頂の3本番！性欲大爆発！朝田ひまり（9月9日、SODクリエイト）
- 小柄な147cm元グラドル美少女がデカチンでイキ狂う! 限界イカセ 何回イっても止まらない巨根超絶激ピストン 朝田ひまり（10月7日、SODクリエイト）
- 147cmミニマム巨乳Gカップ美少女がナマ本番解禁!感度倍増イキまくり初めての中出しナマSEX 朝田ひまり（11月11日、SODクリエイト）
- 「お風呂貸してくれない?」隣に住む巨乳幼馴染が僕の家に入り込んできて風呂上りの無防備ノーブラに発情…気づいたら1ヶ月ずっとハメまくっていた。 朝田ひまり（12月23日、SODクリエイト）

### 2022年
- 「ごめんなさい、パパ、ママ。」学校サボって19時まで、大好きな絶倫担任に私の巨乳を滅茶苦茶に犯されに行ってきます。 朝田ひまり（1月27日、SODクリエイト）
- 敏感Gカップ美巨乳マニアMAXフルコース!おっぱいで10発させちゃいましたSpecial!! 朝田ひまり（2月23日、SODクリエイト）[13][10]
- 大嫌いなイジメっこが大切にしている巨乳妹を…催眠洗脳してベタ惚れ従順ペットのボク専用肉便器! 朝田ひまり（3月24日、SODクリエイト）
- 『親が娘にセックスを教える時代になりました。』家族で義務SEX性教育をすることになった日本 朝田ひまり（4月21日、SODクリエイト）
- 裏垢で知り合った巨乳レイヤーさん(Gカップ○○才)と、何度も中出しオフパコ。 朝田ひまり（5月26日、SODクリエイト）
- 『久しぶりの飲み会でバカになっちゃって、気づいたら10発も中出しされちゃいました…。』 朝までSEXしまくった押しに超弱過ぎる巨乳JD 朝田ひまり（6月23日、SODクリエイト）
- おっぱい丸出し衣装限定 中出し逆バニー風俗店へようこそ 朝田ひまり（7月26日、本中）
- はじめて彼女ができたので幼なじみとSEXや中出しの練習をする事にした　朝田ひまり (8月2日、MOODYZ)
- 合宿先で巨乳後輩に誘われてヤリ相部屋で発情 汗だくおっぱい舐めしゃぶって何度も中出ししまくった! 朝田ひまり（8月16日、OPPAI）
- コンドームが破れてまさかの生ハメ! 超加速するピストンで何度も中出し! 朝田ひまり（9月6日、ワンズファクトリー）
- 内緒で付き合い始めた教え子が脱ぐと… 着衣から想像できない 物凄く柔らかな色白美巨乳 大興奮の僕は性欲尽きるまでハメまくった 朝田ひまり（9月20日、E-BODY）

### 2023年
- 射精無限大Gカップソープ 必ず10発抜いてくれる！笑顔で癒される神乳ボディ 朝田ひまり（4月6日、SODクリエイト）[11]

### アダルトVR
- 田舎に住む純真無垢な妹を騙して成長しすぎたおっぱいを触り、舐め、揉みまくり! 敏感な妹のアソコがびちょ濡れになっていたのでそのまま近親相姦! 朝田ひまり（2021年6月3日、SODクリエイト）
- 潮浴びVR 体液大好き! 唾飲ませ! 顔面潮吹き! ド迫力ダイレクト潮浴びスペシャル!!（2022年3月16日、SODクリエイト）

### イメージビデオ
2021年
- Himari 19歳の決意・朝田ひまり（6月3日、REbecca）
- Himari2 南風、裸足の天使・朝田ひまり（10月7日、REbecca）

2022年
- Himari3 真夏の記憶・朝田ひまり（4月7日、REbecca）
- 湯女美人 朝田ひまり（9月28日、スパイスビジュアル）

## 出版

### 写真集
- 朝田ひまり ファースト写真集 「Sunny Spot」(2021年9月30日、双葉社、撮影：冨貴塚宏樹） ISBN 978-4-575-31657-5

### ポーズ集
- プレミアムヌードポーズブック 朝田ひまり (Premium NUDE POSE BOOK) （2021年12月1日、ジーオーティー、撮影：田村浩章）[14]ISBN 978-4-8236-0238-2